# Phaeoacremonium rubrigenum
Phaeoacremonium rubrigenum är en svampart som beskrevs av W. Gams, Crous & M.J. Wingf. 1996. Phaeoacremonium rubrigenum ingår i släktet Phaeoacremonium och familjen Togniniaceae.   Inga underarter finns listade i Catalogue of Life.